# Lista localităților din Țara Bârsei

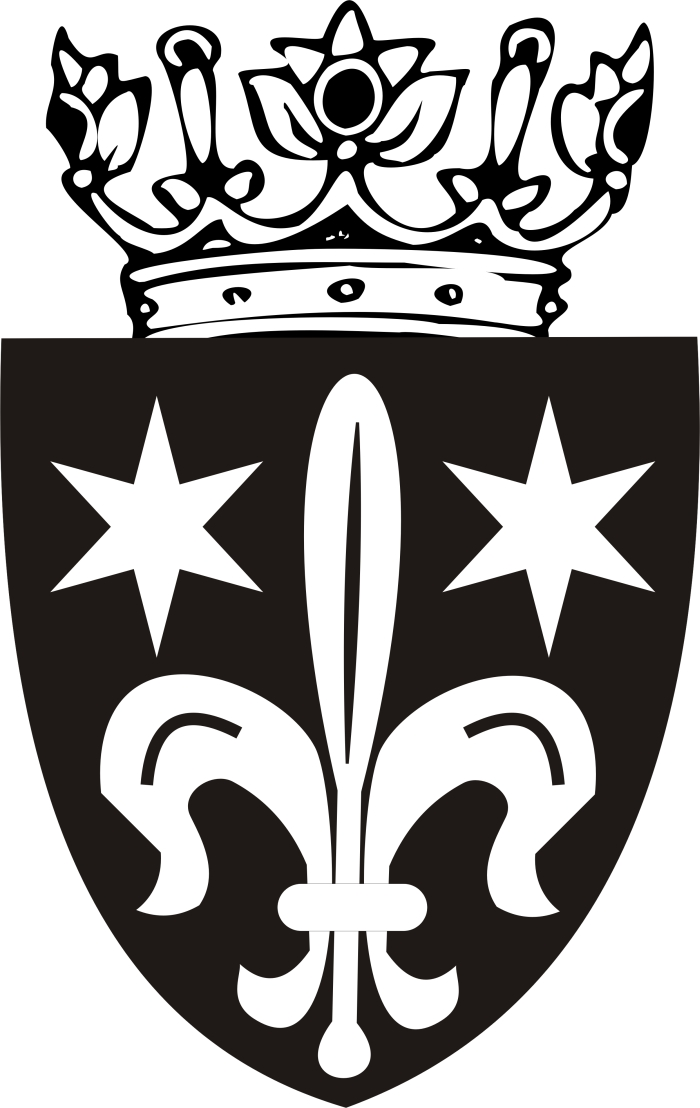
Stema Ţării Bârsei

Aceasta e o listă cu toate localitățile din Țara Bârsei,
aranjate după rang și alfabetic.
Municipii: Brașov, Codlea, Săcele
Orașe: Ghimbav, Râșnov, Zărnești
Comune, cu satele componente: 
- Apața
  - Apața
- Bod
  - Bod
  - Colonia Bod
- Bran
  - Bran
  - Poarta
  - Predeluț
  - Șimon
  - Sohodol
- Cristian
  - Cristian
- Crizbav
  - Crizbav
  - Cutuș
- Dumbrăvița
  - Dumbrăvița
  - Vlădeni
- Feldioara
  - Feldioara
  - Colonia Reconstrucția
  - Rotbav
- Hălchiu
  - Hălchiu
  - Satu Nou
- Hărman
  - Hărman
  - Podu Oltului - (în afara Țării Bârsei)
- Măieruș
  - Măieruș
  - Arini
- Prejmer
  - Prejmer
  - Lunca Câlnicului
  - Stupinii Prejmerului
- Sânpetru
  - Sânpetru
- Șercaia
  - Șercaia
  - Hălmeag
  - Vad - (în afara Țării Bârsei, dar dependent de aceasta)
- Vulcan
  - Vulcan
  - Colonia 1 Mai

Sate:
- Băcel, parte a comunei Chichiș din județul Covasna.
- Cărpiniș, parte a comunei Tărlungeni.